# پوتلاچ (کشتی بخار)
پوتلاچ (کشتی بخار) (به انگلیسی: Potlatch (steamship)) یک کشتی است که طول آن ۱۵۰ فوت (۴۵٫۷۲ متر) می‌باشد. این کشتی در سال ۱۹۱۲ ساخته شد.